# Stensjön (Nässjö socken, Småland)
Stensjön är en sjö i Nässjö kommun i Småland och ingår i Emåns huvudavrinningsområde. Sjön har en area på 0,187 kvadratkilometer och ligger 220 meter över havet.

## Delavrinningsområde
Stensjön ingår i det delavrinningsområde (637931-144267) som SMHI kallar för Utloppet av Nömmen. Medelhöjden är 228 meter över havet och ytan är 46,94 kvadratkilometer. Räknas de 15 delavrinningsområdena uppströms in blir den ackumulerade arean 155,59 kvadratkilometer. Delavrinningsområdets utflöde Emån mynnar i havet. Delavrinningsområdet består mestadels av skog (41 %) och jordbruk (12 %). Avrinningsområdet har 15,6 kvadratkilometer vattenytor vilket ger det en sjöprocent på 33,2 %. Bebyggelsen i området täcker en yta av 0,63 kvadratkilometer eller 1 % av avrinningsområdet.